# Fontaine-le-Bourg
Fontaine-le-Bourg là một xã thuộc tỉnh Seine-Maritime trong vùng Normandie miền bắc nước Pháp.

## Huy hiệu
| Arms of Fontaine-le-Bourg | The arms of Fontaine-le-Bourg are blazoned: Quarterly 1: Gules, a mitre Or; 2: Or a Delmarre-Deboutteville car vert; 3: Or, a weaver's shuttle bendwise vert; 4: gules, a lion Or; all within a bordure compony argent and sable. |

## Dân số
| Năm | 1962 | 1968 | 1975 | 1982 | 1990 | 1999 | 2006 |
| --- | ---- | ---- | ---- | ---- | ---- | ---- | ---- |
| Dân số | 1062 | 1164 | 1170 | 1301 | 1420 | 1483 | 1496 |
| From the year 1962 on: No double counting—residents of multiple communes (e.g. students and military personnel) are counted only once. |      |      |      |      |      |      |      |